# Selenyj-Haj-Krater
Der Selenyj-Haj-Krater (ukrainisch Зеленогайський кратер) ist ein fossiler Einschlagkrater in der ukrainischen Oblast Kirowohrad.
Über den Krater ist nicht allzu viel bekannt. Benannt ist er nach dem Dorf Selenyj Haj (ukrainisch: Зелений Гай, in der zumeist englischsprachigen Forschungsliteratur Zeleny Gai), in dessen Nähe er sich befindet. Allerdings führt der Umstand, dass es mehrere Dörfer dieses Namens in der Oblast Kirowohrad gibt, offenbar dazu, dass sich bezüglich seiner exakten Position in verschiedenen Quellen unterschiedliche Angaben finden. Demnach lässt sich die Position nur auf die Region zwischen Dolynska, Kropywnyzkyj, Oleksandrija und dem südöstlichen Ufer des Krementschuker Stausees eingrenzen. *
Auch zum Durchmesser des Kraters werden abweichende Angaben gemacht. Unter anderem genannt werden 0,85 km, 1,4 km 2,5 km und 3,5 km. Sein Alter wird auf maximal 140 und minimal 60 Millionen Jahre (Kreidezeit) geschätzt. Der Einschlag erfolgte im kristallinen Grundgebirge des Ukrainischen Schildes. Zu welcher Kategorie kosmischer Objekte das Projektil gehörte, ist unbekannt.
Heute ist von der Einschlagsstruktur (russisch астроблем Astroblem genannt) infolge natürlicher geologischer Prozesse nichts mehr an der Erdoberfläche sichtbar. Die Struktur fiel zunächst als negative Anomalie bei Schwerefeldmessungen auf. Bei nachfolgenden Erkundungsbohrungen zutage gefördertes Material enthielt mit geschockten Mineralen und Schmelzgläsern typische Anzeichen für den Einschlag eines kosmischen Objektes.